# Grande Bagno

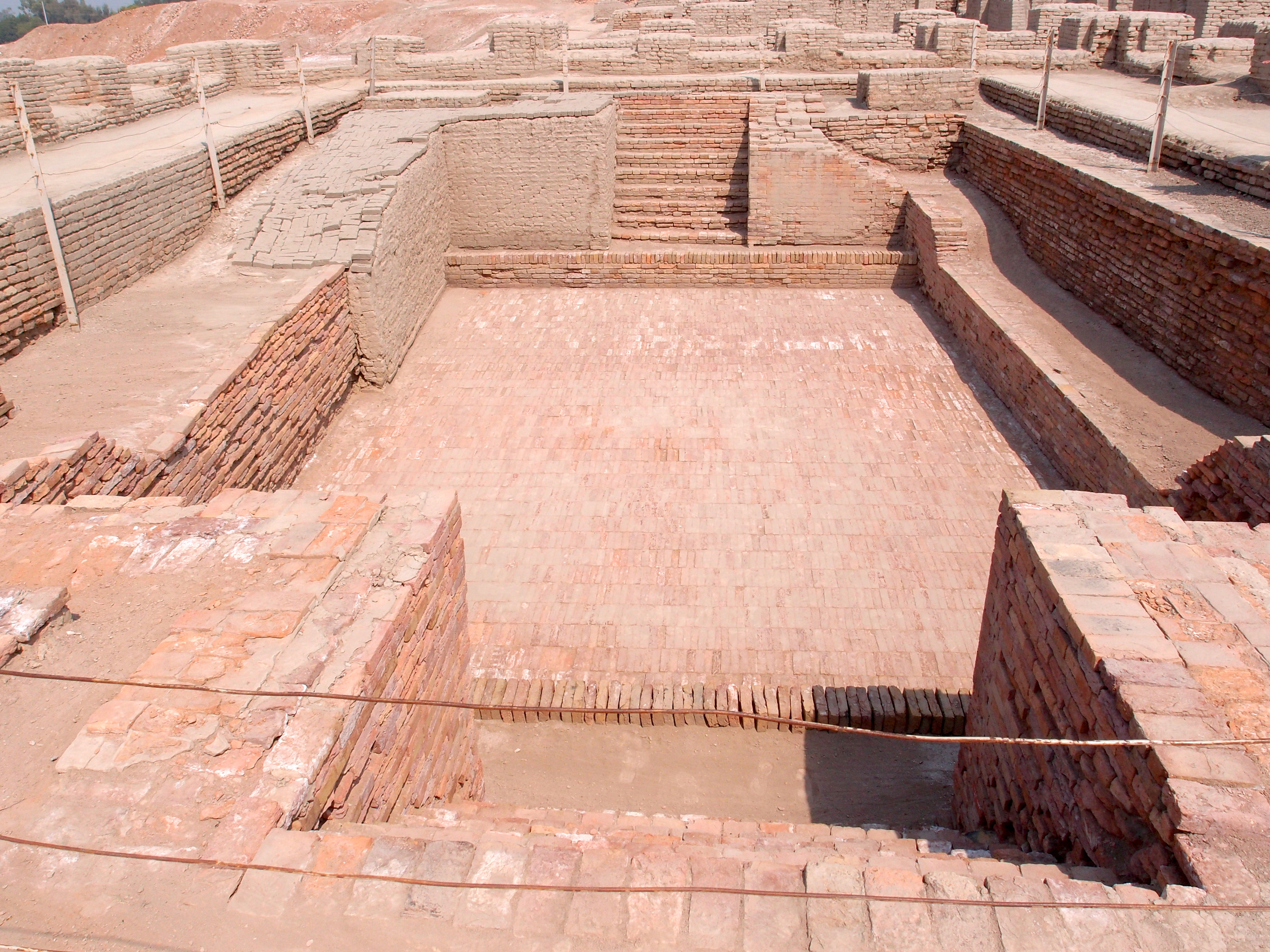
Vista del Grande Bagno

Il Grande Bagno è una nota struttura localizzata nelle rovine di Mohenjo-Daro, in assoluto uno dei principali siti lasciateci dalla civiltà della valle dell'Indo. Il complesso archeologico si trova nell'attuale provincia del Sindh in Pakistan, ed è stato dichiarato patrimonio dell'umanità dall'UNESCO nel 1980. Si ritiene che la realizzazione del Grande Bagno sia avvenuta nel III millennio a.C., non molto tempo dopo la fondazione della città che lo ospitava. La costruzione fu scoperta in seguito ad alcuni scavi effettuati a Mohenjo-Daro nel 1926, e si ipotizza che venisse utilizzata dagli antichi abitanti della città per lavarsi e compiere riti di purificazione prima delle celebrazioni religiose. Viene ritenuta la piscina più antica della storia.

## Caratteristiche
Il Grande Bagno fu realizzato in mattoni e ha una superficie di 83m². Il fondo della vasca si trova a circa 2,40 metri di profondità rispetto alla pavimentazione circostante, la quale è costituita da strati di laterizio, che per una maggiore impermeabilità vennero sigillati tra loro con intonaco di gesso e sostanze bituminose. La costruzione attingeva acqua da un enorme pozzo contiguo ed era dotata di un canale di scolo sul lato occidentale, mentre l'entrata nella vasca era facilitata da due rampe di scale parallele.

## Collegio dei Sacerdoti
Nel lato opposto della strada rispetto alla vasca, è stato rinvenuto un grande edificio con molteplici stanze, tre terrazze e due rampe di scale che conducevano al piano superiore. Tenendo in considerazione l'estensione di tale struttura e la sua vicinanza al Grande Bagno, in attesa di ulteriori chiarimenti è stata indicata come il "Collegio dei Sacerdoti".

## Curiosità
- Un'illustrazione raffigurante il Grande Bagno appare nel taglio di banconote da 20 della Rupia pakistana.